# Biljana Borzan
Biljana Borzan, (nata  Čupurdija) (Osijek, 29 novembre 1971), è un medico e politica croata, membro del Parlamento europeo per la Croazia dal luglio 2013: è stata infatti eletta nel 2013 (anno dell'adesione della Croazia all'UE), 2014 e 2019.  Membro del Partito Socialdemocratico di Croazia (SDP) di centro-sinistra, ricopre la carica di Vice Presidente dei Socialisti & Democratici al Parlamento Europeo con il portafoglio "New Economy che funziona per tutti" nella nona legislatura.

## Biografia
Biljana Borzan è nata a Osijek, ex Yugoslavia, ora Croazia, il 29 novembre 1971, in una famiglia serbo-croata.  Suo padre Jovo era un membro attivo della Lega dei Comunisti di Croazia e sua madre Rosa lavorava nel Servizio di Sicurezza dello Stato. Dopo aver terminato le scuole elementari e superiori nella sua città natale, si è iscritta alla filiale di Osijek della Scuola di Medicina di Zagabria. Borzan si è specializzata in medicina del lavoro e dello sport. Nel 1997 è stata assunta presso il Centro sanitario di Osijek, dove ha lavorato fino al 2007.

## Carriera politica
Borzan è entrata in politica nel 1999 unendosi al Partito Socialdemocratico di Croazia (SDP), perché "non poteva essere un'osservatrice passiva" in quanto era "insoddisfatta del livello di democrazia, tolleranza e giustizia nel paese dopo il governo del presidente Franjo Tuđman". Nel 2000 è diventata membro del Consiglio dell'SDP di Osijek e nel 2001 presidente della sezione di Osijek del Forum delle donne dell'SDP. Alle elezioni locali del 2001, Borzan è stata eletta al consiglio comunale di Osijek. Tra il settembre 2004 e il maggio 2005 è stata presidente del consiglio. Nel 2004 è diventata vicepresidente del consiglio di amministrazione dell'SDP. Borzan è stato eletta presidente della sezione di Osijek dell'SDP nel 2005. Alle elezioni locali del 2005 è stata rieletta nel consiglio comunale di Osijek.

### Al Parlamento croato
Alle elezioni parlamentari del 2007 è stata eletta al Parlamento croato, in rappresentanza del 4º distretto elettorale. Durante questo mandato, è stata membro della commissione per le petizioni e i ricorsi e della commissione per l'informazione, l'informatizzazione e i media.  È stata membro della presidenza dell'SDP dal 2008. Tra il maggio 2008 e il gennaio 2009, Borzan è stato vicesindaco di Osijek. È stata rieletta al consiglio comunale di Osijek alle elezioni locali del 2009 (nel complesso si è candidata tre volte per l'SDP alla carica di sindaco di Osijek, ma è stata sconfitta da Anto Đapić (2005 e 2007) e Gordan Matković (2008), entrambi della Hrvatska stranka prava) e al parlamento croato alle elezioni parlamentari del 2011. Durante il suo secondo mandato è stata presidente della commissione per la salute e la politica sociale, membro della commissione per la politica estera e osservatrice croata al Parlamento europeo (dal 16 marzo 2012 al 1° luglio 2013).

### Membro del Parlamento europeo (2013-oggi)
Alle elezioni del Parlamento europeo del 2013, Borzan è stato eletto come uno dei 12 eurodeputati croati ed è stato rieletto alle elezioni del 2014 e del 2019. Dal 2013 al 2019 è stata membro ordinario della commissione per l'ambiente, la sanità pubblica e la sicurezza alimentare, dove si è occupata di questioni riguardanti la salute, l'ambiente, il controllo della produzione alimentare e il commercio alimentare. È stata membro supplente della commissione per il mercato interno e la protezione dei consumatori, dove si è occupata della duplice qualità dei prodotti nel mercato interno, del consumo sostenibile, della consegna dei pacchi e dei diritti dei consumatori nel mercato unico digitale. È stata inoltre membro supplente della commissione per i diritti della donna e l'uguaglianza di genere e relatrice del Parlamento sui diritti delle donne nei Balcani occidentali.

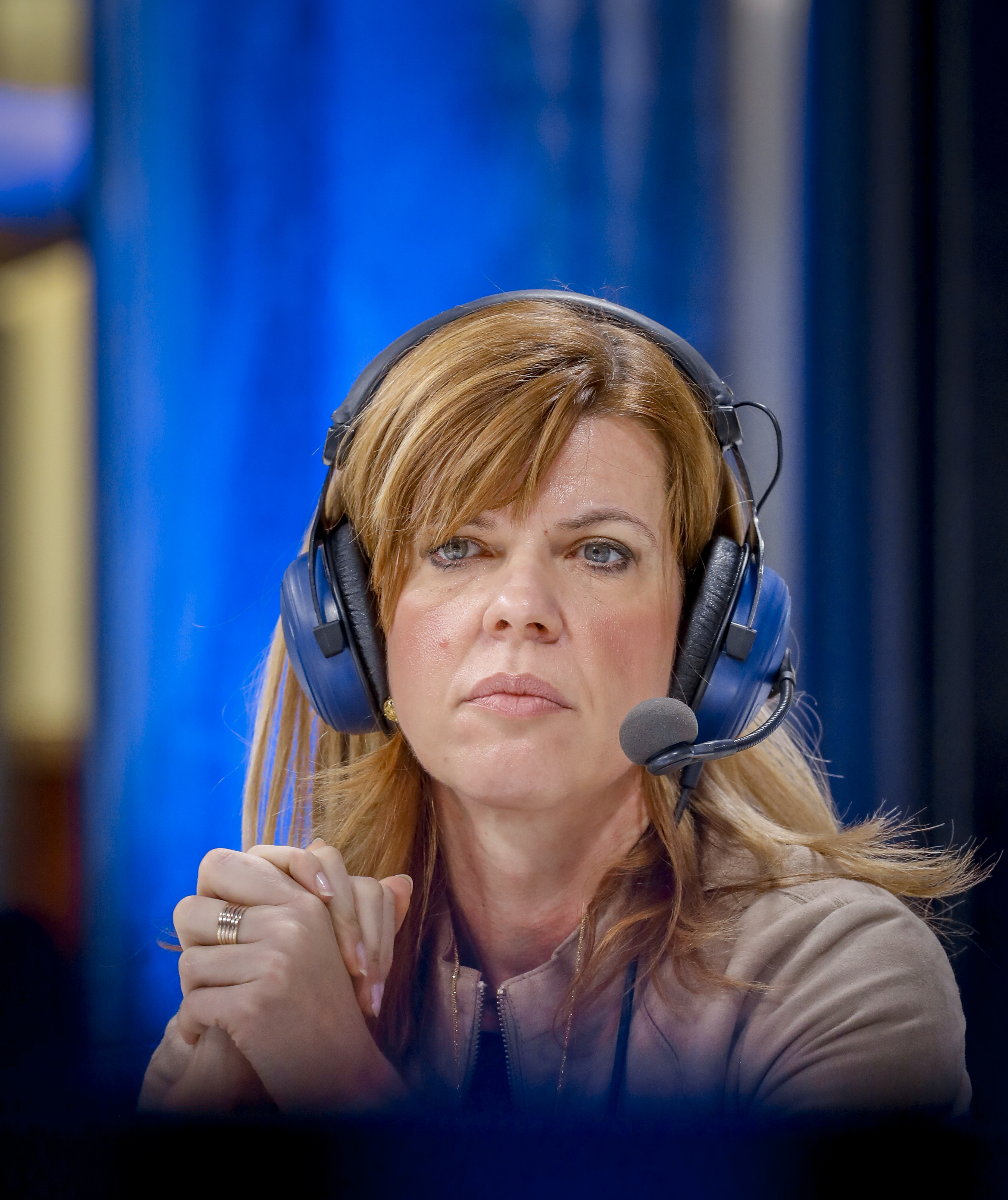
Biljana Borzan nel 2017

In qualità di rappresentante del gruppo S&D, Borzan ha fatto parte della squadra del Parlamento che, nel 2016, ha concluso con successo i negoziati sui regolamenti sui dispositivi medici e sui dispositivi diagnostici in vitro con il Consiglio europeo.  Borzan è stata relatrice del Parlamento europeo su una relazione sulla riduzione degli sprechi alimentari e il miglioramento della sicurezza alimentare, adottata nel maggio 2017. È l'autrice principale dei regolamenti della commissione per il mercato interno e la protezione dei consumatori del Parlamento europeo, che rende la consegna transfrontaliera più conveniente per i cittadini dell'UE e facilita l'ingresso delle piccole e medie imprese nel mercato più ampio. Il 25 settembre 2017, Hipp Holding, il principale marchio europeo di alimenti per l'infanzia, ha annunciato il rilancio di uno dei suoi prodotti dopo che è stato riscontrato che i vasetti venduti nell'Europa orientale contenevano una percentuale inferiore di verdure e una fonte di omega-3 rispetto al prodotto con lo stesso marchio venduto nell'Europa occidentale, in seguito alla pubblicazione dei risultati della ricerca avviata dalla stessa Borzan e supervisionata dall'Agenzia croata per l'alimentazione.  Borzan ha annunciato di aspettarsi che altri produttori seguano l'esempio di Hipp.  In seguito ha spinto per una legislazione dell'UE sul problema e il divieto della doppia qualità dei prodotti nella direttiva sulle pratiche commerciali sleali.
Nell'ottobre 2016 Borzan è stata delegata come referente del Parlamento europeo per i rapporti con l'Agenzia europea per i medicinali (EMA). Nel 2018 ha svolto un ruolo importante nel processo legislativo relativo al trasferimento dell'Agenzia da Londra ad Amsterdam.
Dopo le elezioni del 2019, Borzan è stata eletta vicepresidente del gruppo S&D, sotto la guida della presidente Iratxe García. Il suo portafoglio comprende la commissione per il mercato interno e la protezione dei consumatori, la commissione per i problemi economici e monetari e la commissione per il commercio internazionale. È entrata a far parte della commissione per il mercato interno e la protezione dei consumatori in qualità di membro titolare e della commissione per l'ambiente, la sanità pubblica e la sicurezza alimentare in qualità di sostituta. Oltre ai suoi incarichi in commissione, fa parte dell'intergruppo del Parlamento europeo sui diritti LGBT, dell'intergruppo del Parlamento europeo sulla disabilità, dell'intergruppo del Parlamento europeo sul benessere e la conservazione degli animali e del gruppo MEPs Against Cancer.
Dopo essere stata rieletta al Parlamento europeo alle elezioni europee del 2024, è membro della commissione per il mercato interno e la protezione dei consumatori nella 10ª legislatura (2024-2029) e membro supplente della commissione per l'ambiente, la sanità pubblica e la sicurezza alimentare.  Fa sempre parte del gruppo S&D.

## Vita privata
Borzan è sposata con Vladimir Borzan con il quale ha due figli, Andrej e Matej. Suo marito lavora come gastroenterologo presso il Centro Clinico Ospedaliero di Osijek. La famiglia vive a Osijek.  Oltre alla sua lingua madre, Borzan parla inglese, tedesco e russo.

## Riconoscimenti
- Nel 2018, The Parliament Magazine ha conferito a Borzan il "Premio per i diritti delle donne e l'uguaglianza di genere".[21]